# الکساندر زاروونی
الکساندر زاروونی (انگلیسی: Oleksandr Zarovniy؛ زادهٔ ۲۰ فوریهٔ ۱۹۷۵) ورزشکار اسکی صحرانوردی اهل اوکراین است. او همچنین از اسکی‌بازان اسکی صحرانوردی در بازی‌های المپیک زمستانی ۱۹۹۸ بوده‌است.